# Ildalsholmen
Ildalsholmen est une île dans le landskap Sunnhordland du comté de Vestland. Elle appartient administrativement à Masfjorden.

## Géographie
Rocheuse et couverte d'arbres, elle s'étend sur environ 249 m de longueur pour une largeur approximative maximale de 156 m. 